# Shiromuku

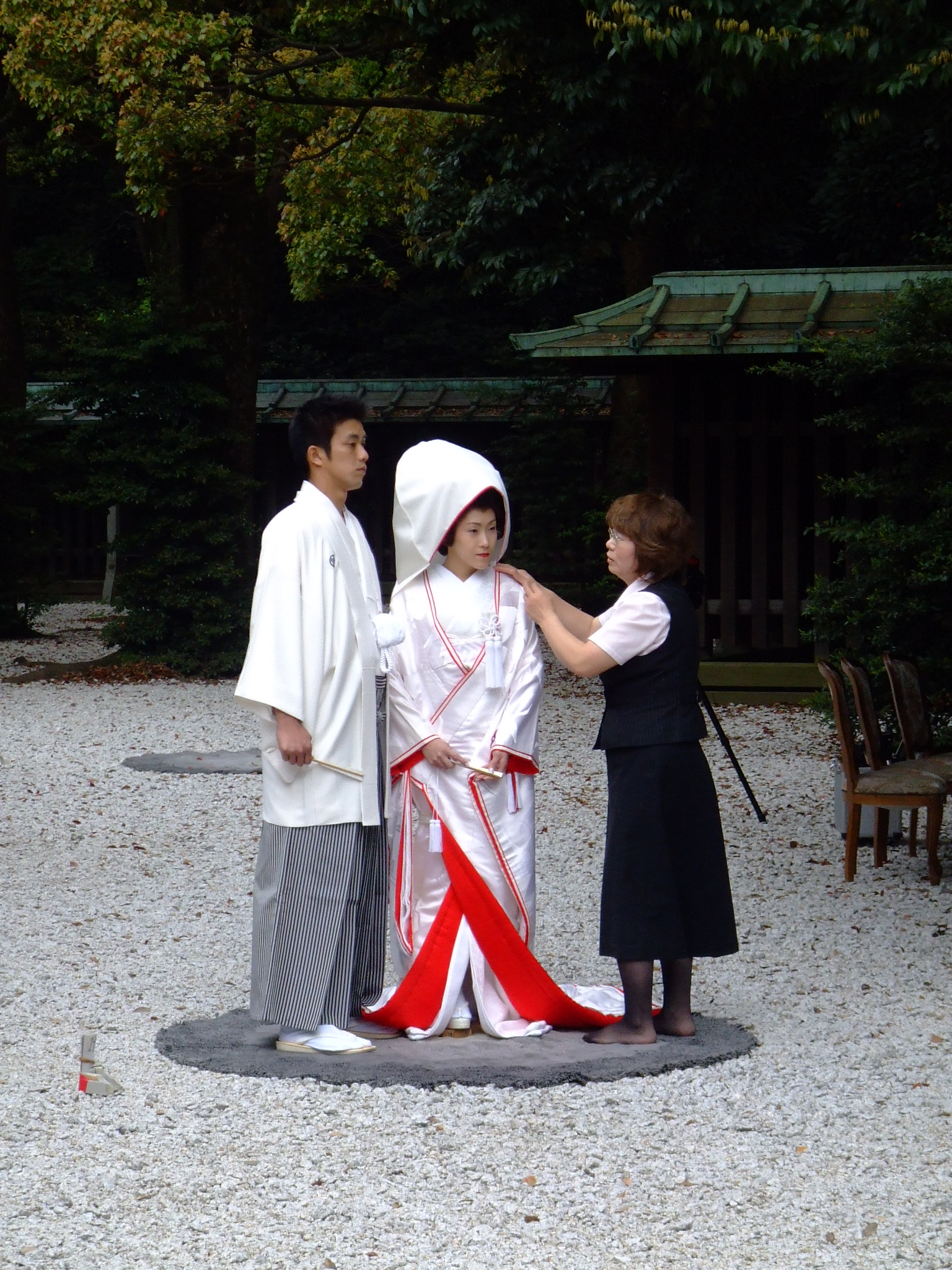
Einer Braut wird bei einer Hochzeit im Meiji-Schrein der Shiromuku richtig angelegt.

Der Shiromuku (jap. 白無垢, Reines Weiß) ist der traditionelle Hochzeitskimono, der üblicherweise aus Seidenbrokat mit eingewebten, glückverheißenden Motiven (Kranich, Kiefer usw.) hergestellt wird. Er ist, ebenso wie der Uchikake, bedeutend länger als andere Kimono und hat eine verstärkte Saumschleppe. Da er sehr teuer ist, wird er heutzutage auch sehr oft für einige Tausend Euro gemietet oder einfach vererbt. Dazu trägt die Braut eine traditionelle, mit Kopfschmuck ergänzte weiße Haube.